# Martin David
Martin David (ur. 15 sierpnia 1970 w Czeladnej) – czeski duchowny katolicki, biskup pomocniczy ostrawsko-opawski w latach 2017–2023, biskup diecezjalny ostrawsko-opawski od 2023.

## Życiorys
Święcenia kapłańskie przyjął 24 czerwca 2000 i został inkardynowany do diecezji Ostrawa-Opawa. Pracował głównie jako duszpasterz parafialny, był także m.in. duszpasterzem młodzieży dekanatu opawskiego oraz wikariuszem generalnym diecezji.
7 kwietnia 2017 papież Franciszek mianował go biskupem pomocniczym diecezji Ostrawa-Opawa oraz biskupem tytularnym Thucca in Numidia. Sakry udzielił mu 28 maja 2017 biskup František Lobkowicz. 1 czerwca 2020 został mianowany administratorem apostolskim sede plena tej diecezji.
4 lipca 2023 papież Franciszek mianował go biskupem diecezjalnym diecezji Ostrawy-Opawy. 31 sierpnia 2023 odbył Ingres do Katedry w Ostrawie.